# Дженесий (окръг, Мичиган)
Окръг Дженесий (на английски: Genesee County) е окръг в щата Мичиган, Съединени американски щати. Площта му е 1681 km², а населението - 424 043 души. Административен център е град Флинт.